# Alcàsser
Alcàsser è un comune spagnolo di 7 557 abitanti situato nella comunità autonoma Valenciana.